# Lekkoatletyka na Letnich Igrzyskach Olimpijskich 1908 – sztafeta olimpijska mężczyzn
Sztafeta olimpijska była jedną z konkurencji lekkoatletycznych na letnich igrzyskach olimpijskich 1908 w Londynie, która odbyła się w dniach 24-25 lipca 1908. Uczestniczyło 29 zawodników z 7 krajów.
Zawodnicy pokonywali kolejno odcinki: 200, 200, 400 i 800 metrów.

## Wyniki

### Runda 1
Wszystkie biegi miały miejsce 24 lipca.

#### Bieg 1
| Miejsce | Zawodnicy                                            | Państwo | Czas   |
| ------- | ---------------------------------------------------- | ------- | ------ |
| 1       | Pál Simon Vilmos Rácz József Nagy Ödön Bodor         | Węgry   | 3:32,6 |
| 2       | Sven Låftman Knut Lindberg Knut Stenborg Evert Björn | Szwecja | 3:33,0 |

#### Bieg 2
| Miejsce | Zawodnicy                                            | Państwo              | Czas   |
| ------- | ---------------------------------------------------- | -------------------- | ------ |
| 1       | Arthur Hoffmann Hans Eicke Otto Trieloff Hanns Braun | Cesarstwo Niemieckie | 3:43,2 |
| 2       | Evert Koops Jacobus Hoogveld Victor Henny Bram Evers | Holandia             | 3:55,4 |

#### Bieg 3
| Miejsce | Zawodnicy                                                    | Państwo           | Czas   |
| ------- | ------------------------------------------------------------ | ----------------- | ------ |
| 1       | William Hamilton Nathaniel Cartmell John Taylor Mel Sheppard | Stany Zjednoczone | 3:27,2 |
| 2       | George Hawkins Henry Pankhurst Edwin Montague Theodore Just  | Wielka Brytania   | 3:32,0 |
| 3       | Francis Lukeman Donald Buddo Louis Sebert Irving Parkes      | Kanada            | b.d    |

### Finał
Finał został rozegrany 25 lipca.
| Miejsce | Zawodnicy                                                    | Państwo              | Czas Ind.                   | Czas Dru. |
| ------- | ------------------------------------------------------------ | -------------------- | --------------------------- | --------- |
| 1       | William Hamilton Nathaniel Cartmell John Taylor Mel Sheppard | Stany Zjednoczone    | 0:22,0 0:22,2 0:49,8 1:55,4 | 3:29,4    |
| 2       | Arthur Hoffmann Hans Eicke Otto Trieloff Hanns Braun         | Cesarstwo Niemieckie |                             | 3:32,4    |
| 3       | Pál Simon Frigyes Wiesner József Nagy Ödön Bodor             | Węgry                |                             | 3:32,5    |